# Arno Hilf

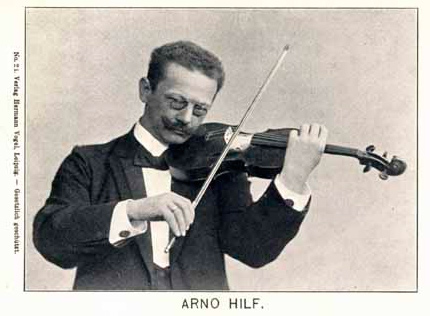
Arno Hilf, um 1900

Franz Arno Hilf (* 14. März 1858 in Elster (Vogtland); † 2. August 1909 in Bad Elster) war ein deutscher Violinvirtuose. Er war u. a. Konzertmeister des Gewandhausorchesters Leipzig und Primarius des Gewandhaus-Quartetts.

## Leben
Arno Hilf entstammte einer Musikerfamilie. Er wurde 1858 als Sohn eines Musikers in Bad Elster geboren. Sein Bruder Robert Hilf (1859–1911), seine Onkel Christian Adam Arno Hilf und Christoph Wolfgang Hilf sowie seine Cousins Oskar Korndörfer und Ernst Korndörfer waren ebenfalls Musiker und spielten allesamt im Gewandhausorchester.
Er erhielt Violinunterricht von seinem Onkel Christian Adam Arno Hilf und Klavierunterricht von seinem Vater. Am Leipziger Konservatorium studierte er von 1872 bis 1876 bei Ferdinand David, Engelbert Röntgen und Henry Schradieck.
Von 1878 bis 1888 war er als zweiter Konzertmeister am Bolschoi-Theater und Lehrer am Moskauer Konservatorium tätig. Von 1878 bis 1885 übernahm er die zweite Geige im Quartett der Russischen Musikgesellschaft und von 1880 bis 1915 im Hřímalý Quartett in Moskau.
Danach kehrte er zurück nach Deutschland und wurde Konzertmeister der Hofkapelle in Sondershausen und Lehrer des dortigen Konservatoriums. Von 1889 bis 1891 war er Konzertmeister des Gewandhausorchesters Leipzig und zugleich Primarius des Gewandhaus-Quartetts. Außerdem war er ab 1892 erster Violinlehrer am Leipziger Konservatorium.
Zu seinen Schülern gehörten u. a. Arma Senkrah, Walter Bach, Clemens Meyer, Gabriel del Orbe, Heinrich Schachtebeck, Gustav Schmidt und Hans Stieber.